# Noga
Noge su donji ekstremiteti na tijelima čovjeka ili životinja koji nose masu tijela te pomažu u održavanju uspravnog položaja i stabilnosti tijela prilikom kretanja. Javljaju se u svim u slučajevima u jednom ili više pari čija je osnovna podjela na: bipede (ljudi, ptice; bipedalizam), kvadrupede (mnogobrojni sisavci, gušteri, reptili), centipede (razni insekti) i milipede.
Noga je sačinjena od jednog ili više segmenata i omotana mišićima, što joj omogućava pokretljivost. Kod brojnih životinja, stopalo je odvojeni organ na završnom dijelu noge.